# Casearia combaymensis
Casearia combaymensis Tul. – gatunek rośliny z rodziny wierzbowatych (Salicaceae Mirb.). Występuje naturalnie w Panamie, Kolumbii, Surinamie, Gujanie Francuskiej, Ekwadorze, Peru, Boliwii oraz Brazylii (w stanach Acre, Amazonas, Amapá, Pará) i Bahia). 

## Morfologia
PokrójZrzucające liście drzewo lub krzew.
LiścieBlaszka liściowa ma kształt od eliptycznego do jajowatego. Mierzy 15–25 cm długości oraz 5–10 cm szerokości, jest całobrzega, ma stłumioną nasadę i spiczasty wierzchołek. Ogonek liściowy jest nagi i dorasta do 5–15 mm długości.
KwiatySą zebrane po 10 w pęczki, rozwijają się w kątach pędów. Mają 5 działek kielicha o podługowato-owalnym kształcie i dorastających do 3–6 mm długości. Kwiaty mają 10 pręcików.